# Villa fasciventris
Villa fasciventris är en tvåvingeart som först beskrevs av Macquart 1849.  Villa fasciventris ingår i släktet Villa och familjen svävflugor.
Artens utbredningsområde är Algeriet. Inga underarter finns listade i Catalogue of Life.